# Funk Renaissance
『Funk Renaissance』（ファンク・ルネッサンス）は、日本のシンガーソングライター・なおとが2002年6月19日にソニー・ミュージックレコーズから発売した1枚目のオリジナルアルバムである。

## 内容
- ナオト・インティライミ以前となる、なおと名義としては唯一のアルバム。ソニーレコーズからリリースされたなおと名義のCDは、シングル3枚、アルバムはこのCD一枚のみである。
- なおと名義の作品は現在廃盤している為、ネットオークション等で高額取引されており入手が困難になっている。

## 収録曲
| 全作詞・作曲: なおと（ナオト・インティライミ）。 |                              |                                  |                                  |      |
| #                                                | タイトル                     | 作詞                             | 作曲・編曲                       | 時間 |
| 1.                                               | 「Growing up!!」             | なおと（ナオト・インティライミ） | なおと（ナオト・インティライミ） | 3:28 |
| 2.                                               | 「Let me down」              | なおと（ナオト・インティライミ） | なおと（ナオト・インティライミ） | 5:05 |
| 3.                                               | 「Paradise」                 | なおと（ナオト・インティライミ） | なおと（ナオト・インティライミ） | 3:57 |
| 4.                                               | 「Heroine」                  | なおと（ナオト・インティライミ） | なおと（ナオト・インティライミ） | 5:40 |
| 5.                                               | 「~Theme of“N”」             | なおと（ナオト・インティライミ） | なおと（ナオト・インティライミ） | 1:04 |
| 6.                                               | 「Partyman」                 | なおと（ナオト・インティライミ） | なおと（ナオト・インティライミ） | 3:43 |
| 7.                                               | 「Pappa do」                 | なおと（ナオト・インティライミ） | なおと（ナオト・インティライミ） | 4:11 |
| 8.                                               | 「What do you want??」       | なおと（ナオト・インティライミ） | なおと（ナオト・インティライミ） | 5:33 |
| 9.                                               | 「~Interlude(N’s Piano)」    | なおと（ナオト・インティライミ） | なおと（ナオト・インティライミ） | 0:44 |
| 10.                                              | 「エゴイストのぼやき」       | なおと（ナオト・インティライミ） | なおと（ナオト・インティライミ） | 5:46 |
| 11.                                              | 「High」                     | なおと（ナオト・インティライミ） | なおと（ナオト・インティライミ） | 4:26 |
| 12.                                              | 「Brotherhood」              | なおと（ナオト・インティライミ） | なおと（ナオト・インティライミ） | 6:11 |
| 13.                                              | 「宇宙一お前を好きな男の歌」 | なおと（ナオト・インティライミ） | なおと（ナオト・インティライミ） | 5:50 |
| 合計時間:                                        | 合計時間:                    | 55:38                            |                                  |      |